# Jason Joseph
Jason Joseph (ur. 11 października 1998 w Bazylei) – szwajcarski lekkoatleta specjalizujący się w biegach płotkarskich, halowy mistrz Europy z 2023.
Pochodzi z rodziny o szwajcarsko-karaibskich korzeniach.
Zwyciężył w biegu na 110 metrów przez płotki na mistrzostwach Europy juniorów w 2017 w Grosseto i na młodzieżowych mistrzostwach Europy w 2019 w Gävle. Odpadł w półfinale tej konkurencji na igrzyskach olimpijskich w 2020 w Tokio.
Zwyciężył w biegu na 60 metrów przez płotki na halowych mistrzostwach Europy w 2023 w Stambule, wyprzedzając Jakuba Szymańskiego z Polski i Justa Kwaou-Matheya z Francji.
Zdobył brązowy medal w biegu na 110 metrów przez płotki na mistrzostwach Europy w 2024 w Rzymie, przegrywając z Lorenzo Simonellim z Włoch i Enrique Llopisem z Hiszpanii.
Jest aktualnym (lipiec 2025) rekordzistą Szwajcarii w biegu na 110 metrów przez płotki z czasem 13,07 s (10 września 2023 w Bazylei, 20 czerwca 2025 w Paryżu oraz 15 lipca 2025 w Lucernie) i halowym rekordzistą swego kraju w biegu na 60 metrów przez płotki z wynikiem 7,41 s (5 marca 2023 w Stambule).

## Osiągnięcia
| Rok  | Impreza                                 | Miejsce    | Konkurencja                | Pozycja    | Wynik |
| ---- | --------------------------------------- | ---------- | -------------------------- | ---------- | ----- |
| 2017 | Mistrzostwa Europy juniorów             | Grosseto   | bieg na 110 m przez płotki | 1. miejsce | 13,41 |
| 2018 | Halowe mistrzostwa świata               | Birmingham | bieg na 60 m przez płotki  | eliminacje | 7,89  |
| 2018 | Mistrzostwa Europy                      | Berlin     | bieg na 110 m przez płotki | półfinał   | 13,53 |
| 2019 | Młodzieżowe mistrzostwa Europy          | Gävle      | bieg na 110 m przez płotki | 1. miejsce | 13,45 |
| 2019 | Superliga drużynowych mistrzostw Europy | Bydgoszcz  | bieg na 110 m przez płotki | eliminacje | 14,03 |
| 2019 | Mistrzostwa świata                      | Doha       | bieg na 110 m przez płotki | półfinał   | 13,53 |
| 2021 | Igrzyska olimpijskie                    | Tokio      | bieg na 110 m przez płotki | półfinał   | 13,46 |
| 2022 | Halowe mistrzostwa świata               | Belgrad    | bieg na 60 m przez płotki  | eliminacje | DNS   |
| 2022 | Mistrzostwa świata                      | Eugene     | bieg na 110 m przez płotki | półfinał   | 13,67 |
| 2022 | Mistrzostwa Europy                      | Monachium  | bieg na 110 m przez płotki | 4. miejsce | 13,35 |
| 2023 | Halowe mistrzostwa Europy               | Stambuł    | bieg na 60 m przez płotki  | 1. miejsce | 7,41  |
| 2023 | I dywizja drużynowych mistrzostw Europy | Chorzów    | bieg na 110 m przez płotki | 1. miejsce | 13,12 |
| 2023 | Mistrzostwa świata                      | Budapeszt  | bieg na 110 m przez płotki | 7. miejsce | 13,28 |
| 2024 | Halowe mistrzostwa świata               | Glasgow    | bieg na 60 m przez płotki  | półfinał   | 7,81  |
| 2024 | Mistrzostwa Europy                      | Rzym       | bieg na 110 m przez płotki | 3. miejsce | 13,43 |
| 2024 | Igrzyska olimpijskie                    | Paryż      | bieg na 110 m przez płotki | półfinał   | 13,43 |
| 2025 | Halowe mistrzostwa Europy               | Apeldoorn  | bieg na 60 m przez płotki  | półfinał   | 7,70  |
| 2025 | I dywizja drużynowych mistrzostw Europy | Madryt     | bieg na 110 m przez płotki | 1. miejsce | 13,24 |
| 2025 | I dywizja drużynowych mistrzostw Europy | Madryt     | sztafeta 4 × 100 m         | 7. miejsce | 38,88 |

## Rekordy życiowe
- bieg na 60 metrów przez płotki (hala) – 7,41 (5 marca 2023, Stambuł)
- bieg na 110 metrów przez płotki – 13,07 (10 września 2023, Bazylea, 20 czerwca 2025, Paryż oraz 15 lipca 2025, Lucerna)